# Football League Trophy 2009/10

Logo der Football League Trophy
(Johnstone's Paint Trophy)

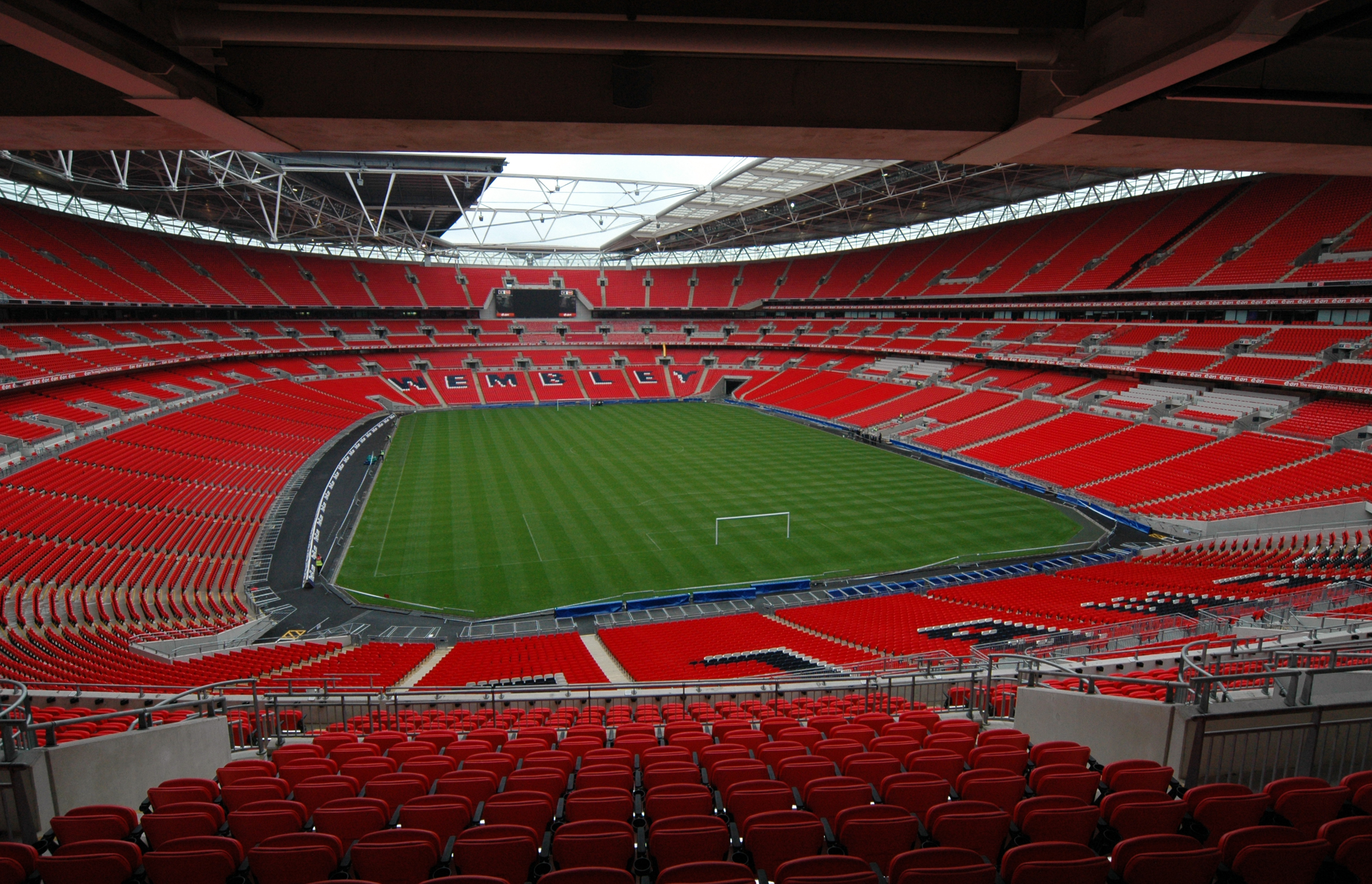
Das Wembley-Stadion in London, Austragungsort des Pokalfinales

Die Football League Trophy 2009/10, auch bekannt unter dem Namen des Hauptsponsors Johnstone's Paint Trophy, war die 26. Austragung dieses Pokalwettbewerbs für die Mannschaften der Football League One und Football League Two, der dritten und vierten Liga im englischen Fußball.

48 Vereine nahmen an den Spielen um die Football League Trophy 2009/10 teil, welche am 1. September 2009 begannen und am 28. März 2010 mit dem Finale zwischen Carlisle United und dem FC Southampton im Wembley-Stadion in London endeten, das der FC Southampton mit 4:1 gewinnen konnte.

## Modus
Die Football League Trophy wird in Runden ausgespielt. Es nehmen nur Mannschaften der Football League One und Football League Two teil sowie ausgewählte eingeladene Vereine der Conference National. Sie spielen im K.-o.-System in einfachen Spielen in einer nördlichen und südlichen Region (Northern und Southern Section) ihren Gewinner aus. Die beiden Regionengewinner treten dann im Wembley-Stadion gegeneinander an, um den Pokalsieger zu ermitteln.

## Erste Runde
Die Ziehung der ersten Runde fand am 15. August 2009 statt. Sechzehn Vereine erhielten aufgrund der ungünstigen Anzahl der teilnehmenden Vereine ein Freilos für die zweite Runde. Als Teil neuer Regelungen, die seit dieser Saison galten, erhielten Teams, die vorherige Saison ein Freilos erhalten hatten, diese Saison keines mehr. Die restlichen 32 Vereine wurden in vier geographische Regionen (Nordwest, Nordost, Südwest, Südost) innerhalb der zwei sections aufgeteilt.

### Northern Section
|                  | Ergebnis        |                    | Zuschauer |          |
| Nordwest         | Nordwest        | Nordwest           | Nordwest  | Nordwest |
| ---------------- | --------------- | ------------------ | --------- | -------- |
| Oldham Athletic  | 1:2             | Accrington Stanley | 1.619     |          |
| Crewe Alexandra  | 1:4             | Stockport County   | 2.331     |          |
| FC Walsall       | 0:0 (4:5 i. E.) | FC Bury            | 2.314     |          |
| FC Morecambe     | 2:2 (2:4 i. E.) | Carlisle United    | 2.016     |          |
| Nordost          |                 |                    |           |          |
| FC Darlington    | 1:0             | Lincoln City       | 828       |          |
| AFC Rochdale     | 1:2             | Bradford City      | 1.800     |          |
| Rotherham United | 1:2             | Huddersfield Town  | 2.246     |          |
| Burton Albion    | 1:5             | FC Chesterfield    | 1.493     |          |

### Southern Section
|                    | Ergebnis        |                      | Zuschauer |         |
| Südwest            | Südwest         | Südwest              | Südwest   | Südwest |
| ------------------ | --------------- | -------------------- | --------- | ------- |
| Wycombe Wanderers  | 2:2 (0:3 i. E.) | Northampton Town     | 1.035     |         |
| Cheltenham Town    | 1:3             | Torquay United       | 1.397     |         |
| Hereford United    | 0:0 (4:2 i. E.) | Bristol Rovers       | 970       |         |
| AFC Bournemouth    | 2:1             | Yeovil Town          | 2.655     |         |
| Südost             |                 |                      |           |         |
| FC Barnet          | 2:0             | FC Millwall          | 1.623     |         |
| Norwich City       | 1:0             | FC Brentford         | 12.540    |         |
| Milton Keynes Dons | 3:1             | Dagenham & Redbridge | 4.413     |         |
| FC Gillingham      | 1:1 (4:3 i. E.) | Colchester United    | 1.725     |         |

### Freilose

#### Northern section
Grimsby Town, Hartlepool United, Leeds United, Macclesfield Town, Notts County, Port Vale, Shrewsbury Town, Tranmere Rovers

#### Southern section
Aldershot Town, Brighton & Hove Albion, Charlton Athletic, Exeter City, Leyton Orient, FC Southampton, Southend United, Swindon Town

## Zweite Runde
Die Ziehung der zweiten Runde fand am 5. September 2009 statt.

### Northern Section
|                    | Ergebnis        |                   | Zuschauer |          |
| Nordwest           | Nordwest        | Nordwest          | Nordwest  | Nordwest |
| ------------------ | --------------- | ----------------- | --------- | -------- |
| Accrington Stanley | 2:0             | Shrewsbury Town   | 819       |          |
| FC Bury            | 2:1             | Tranmere Rovers   | 1.903     |          |
| Carlisle United    | 4:2             | Macclesfield Town | 1.753     |          |
| Port Vale          | 3:1             | Stockport County  | 3.154     |          |
| Nordost            |                 |                   |           |          |
| Bradford City      | 2:2 (3:2 i. E.) | Notts County      | 3.701     |          |
| Leeds United       | 2:1             | FC Darlington     | 8.429     |          |
| FC Chesterfield    | 3:3 (4:2 i. E.) | Huddersfield Town | 3.003     |          |
| Hartlepool United  | 0:2             | Grimsby Town      | 1.675     |          |

### Southern Section
|                    | Ergebnis        |                        | Zuschauer |         |
| Südwest            | Südwest         | Südwest                | Südwest   | Südwest |
| ------------------ | --------------- | ---------------------- | --------- | ------- |
| Exeter City        | 1:1 (3:4 i. E.) | Swindon Town           | 2.006     |         |
| Northampton Town   | 2:1             | AFC Bournemouth        | 1.718     |         |
| FC Southampton     | 2:2 (5:3 i. E.) | Torquay United         | 9.319     |         |
| Hereford United    | 2:2 (4:3 i. E.) | Aldershot Town         | 897       |         |
| Südost             |                 |                        |           |         |
| Milton Keynes Dons | 2:0             | Southend United        | 4.792     |         |
| Leyton Orient      | 1:0             | Brighton & Hove Albion | 1.457     |         |
| Charlton Athletic  | 4:1             | FC Barnet              | 4.522     |         |
| FC Gillingham      | 0:1             | Norwich City           | 2.814     |         |

## Viertelfinale
Die Ziehung der Viertelfinals fand am 10. Oktober 2009 statt.

### Northern Section
|                    | Ergebnis        |                 | Zuschauer |
| ------------------ | --------------- | --------------- | --------- |
| Leeds United       | 3:1             | Grimsby Town    | 10.430    |
| Accrington Stanley | 3:2             | FC Bury         | 1.637     |
| Bradford City      | 2:2 (5:4 i. E.) | Port Vale       | 5.096     |
| FC Chesterfield    | 1:3             | Carlisle United | 2.878     |

### Southern Section
|                    | Ergebnis        |                   | Zuschauer |
| ------------------ | --------------- | ----------------- | --------- |
| Milton Keynes Dons | 3:1             | Northampton Town  | 8.886     |
| Leyton Orient      | 1:1 (2:3 i. E.) | Hereford United   | 1.282     |
| Swindon Town       | 0:0 (3:5 i. E.) | Norwich City      | 4.978     |
| FC Southampton     | 2:1             | Charlton Athletic | 13.906    |

## Halbfinale
Die Ziehung der Halbfinals fand am 14. November 2009 statt.

### Northern Section
|                 | Ergebnis |                    | Zuschauer |
| --------------- | -------- | ------------------ | --------- |
| Carlisle United | 3:0      | Bradford City      | 3.176     |
| Leeds United    | 2:0      | Accrington Stanley | 12.696    |

### Southern Section
|                 | Ergebnis        |                    | Zuschauer |
| --------------- | --------------- | ------------------ | --------- |
| FC Southampton  | 2:2 (6:5 i. E.) | Norwich City       | 15.453    |
| Hereford United | 1:4             | Milton Keynes Dons | 1.367     |

## Regionen Finale
Die Finalspiele der Northern und Southern Section dienen gleichzeitig als Halbfinale für den gesamten Wettbewerb.
Sie wurden in einem Hin- und Rückspiel entschieden.

### Northern Section
| Datum     |                 | Ergebnis        |                 | Zuschauer |
| --------- | --------------- | --------------- | --------------- | --------- |
| Hinspiel  | Leeds United    | 1:2             | Carlisle United | 13.011    |
| Rückspiel | Carlisle United | 2:3             | Leeds United    | 9.430     |
| Gesamt:   | Leeds United    | 4:4 (5:6 i. E.) | Carlisle United |           |

### Southern Section
| Datum     |                    | Ergebnis |                    | Zuschauer |
| --------- | ------------------ | -------- | ------------------ | --------- |
| Hinspiel  | Milton Keynes Dons | 0:1      | FC Southampton     | 7.918     |
| Rückspiel | FC Southampton     | 3:1      | Milton Keynes Dons | 29.901    |
| Gesamt:   | Milton Keynes Dons | 1:4      | FC Southampton     |           |

## Finale
| Carlisle United                                                       | Carlisle United | FC Southampton | FC Southampton |
| --------------------------------------------------------------------- | --- | --- | -------------- |
| Carlisle United                                                       | \| Sonntag, 28. März 2010 um 14:30 Uhr (MEZ) in London (Wembley-Stadion) \| \| Ergebnis: 1:4 (0:2) \| \| Zuschauer: 73.476 \| \| Schiedsrichter: Scott Mathieson \| \| Spielbericht \|                                                              | \| Sonntag, 28. März 2010 um 14:30 Uhr (MEZ) in London (Wembley-Stadion) \| \| Ergebnis: 1:4 (0:2) \| \| Zuschauer: 73.476 \| \| Schiedsrichter: Scott Mathieson \| \| Spielbericht \|                                                           | FC Southampton |
| Carlisle United                                                       | Adam Collin – Evan Horwood, Peter Murphy, Ian Harte, Richard Keogh – Marc Bridge-Wilkinson (61. Joe Anyinsah), Graham Kavanagh (73. Gary Madine), Matty Robson, Paul Thirlwell (79. Tom Taiwo), Adam Clayton – Scott Dobie Cheftrainer: Greg Abbott | Kelvin Davis – Dan Harding, Radhi Jaïdi (90.+2' Chris Perry), José Fonte, Joseph Mills – Paul Wotton (85. David Conolly), Dean Hammond , Michail Antonio, Adam Lallana – Rickie Lambert, Papa Waigo (76. Simon Gillett) Cheftrainer: Alan Pardew | FC Southampton |
| Carlisle United                                                       | 1:4 Madine (84.) | 0:1 Lambert (15., Handelfmeter) 0:2 Lallana (44.) 0:3 Waigo (50.) 0:4 Antonio (60.) | FC Southampton |
| Carlisle United                                                       | Murphy (14.), Keogh (45.+1') | | FC Southampton |
| Sonntag, 28. März 2010 um 14:30 Uhr (MEZ) in London (Wembley-Stadion) | | |                |
| Ergebnis: 1:4 (0:2)                                                   | | |                |
| Zuschauer: 73.476                                                     | | |                |
| Schiedsrichter: Scott Mathieson                                       | | |                |
| Spielbericht                                                          | | |                |

## Beste Torschützen
Nachfolgend sind die besten Torschützen der Football League Trophy 2009/10 aufgeführt. Die Sortierung erfolgt nach der Anzahl ihrer Treffer, bei gleicher Toranzahl alphabetisch.
| Rang | Spieler            | Verein           | Tore |
| ---- | ------------------ | ---------------- | ---- |
| 1    | Papa Waigo N’Diaye | FC Southampton   | 5    |
| 2    | Drew Talbot        | FC Chesterfield  | 4    |
| 3    | Carl Baker         | Stockport County | 3    |
| 3    | Sam Baldock        | MK Dons          | 3    |
| 3    | Scott Dobie        | Carlisle United  | 3    |
| 3    | Jermaine Easter    | MK Dons          | 3    |
| 3    | Steve Guinan       | Northampton Town | 3    |
| 3    | Graham Kavanagh    | Carlisle United  | 3    |
| 3    | Rickie Lambert     | FC Southampton   | 3    |
| 3    | Matty Robson       | Carlisle United  | 3    |